# Elisa Balsamo
Elisa Balsamo (Cuneo, 27 februari 1998) is een Italiaanse wielrenster die sinds 2022 voor het Amerikaanse Lidl-Trek rijdt.
Balsamo is zowel actief op de weg als op de baan. Op de weg werd ze wereldkampioene in 2021 en op de baan werd ze in diverse disciplines Europees kampioene.

## Biografie
Bij de junioren werd Balsamo reeds driemaal wereldkampioene op de baan (2015 en 2016) en eenmaal op de weg in 2016. In 2015 en 2016 won ze drie Europese titels op de baan en in 2017 won ze twee Europese titels op de baan bij de beloften.

### Op de baan

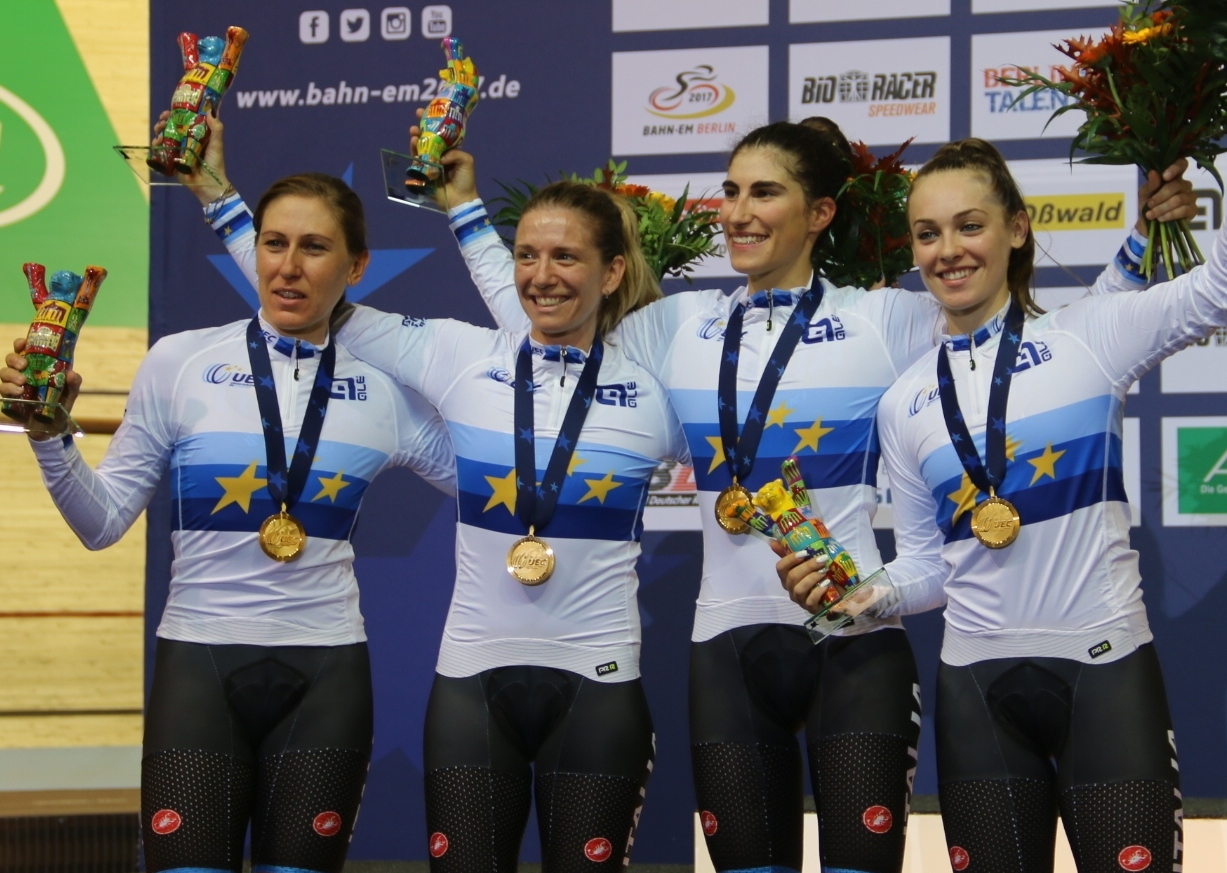
Europese titel ploegenachtervolging 2017

Bij de elite werd ze op de baan tweemaal Europees kampioene in de ploegenachtervolging: in 2016 en 2017. In deze discipline won ze ook goud op de Europese Spelen 2019. Tijdens het WK op de baan in Berlijn behaalde ze brons in de koppelkoers samen met Letizia Paternoster, achter het Nederlands koppel Amy Pieters en Kirsten Wild. Op het EK op de baan in 2020 in het Bulgaarse Plovdiv won ze zowel het omnium als de koppelkoers (met Vittoria Guazzini).

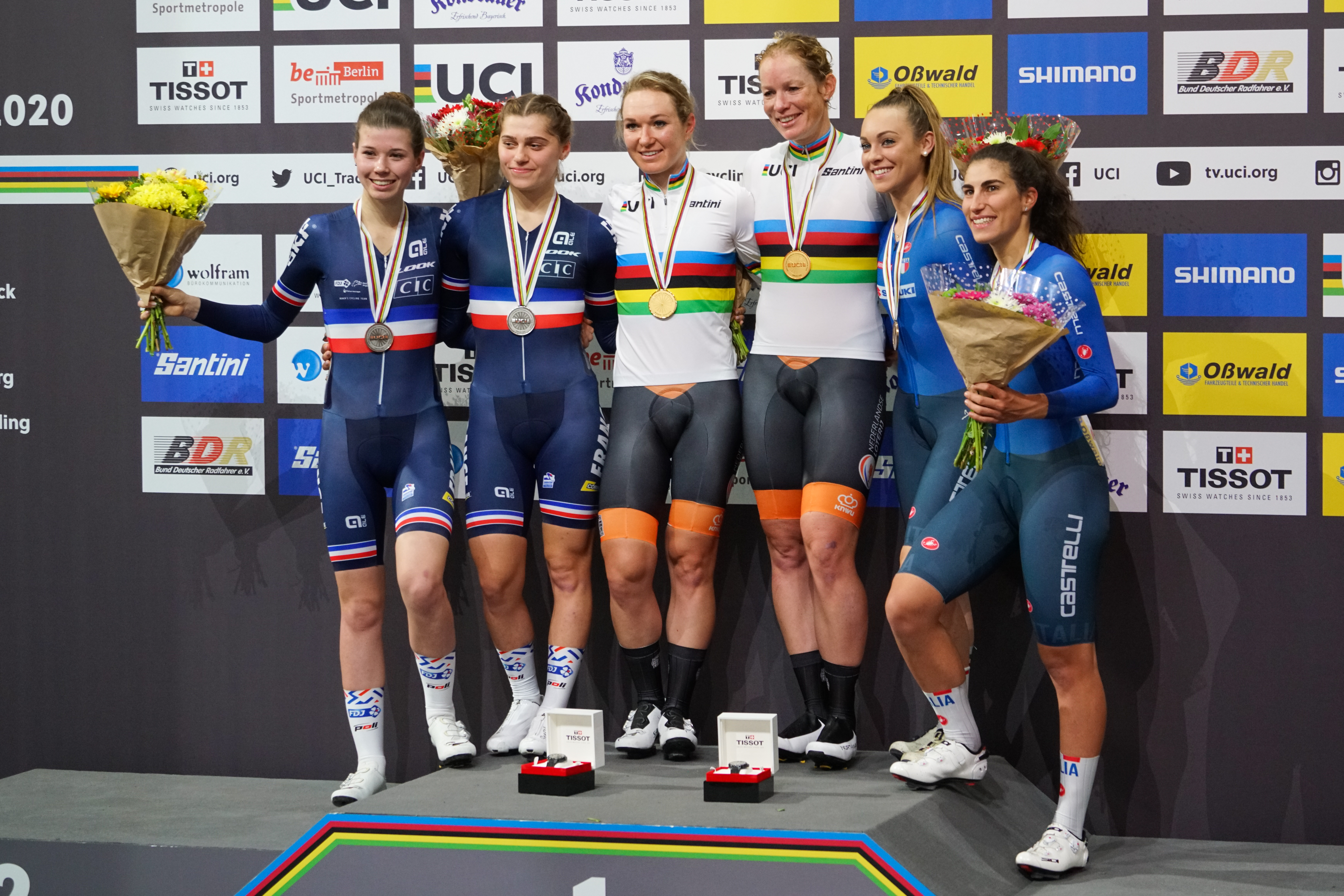
Brons op het WK koppelkoers 2020

In augustus 2021 nam ze namens Italië deel aan de Olympische Zomerspelen 2020 in Tokio; ze werd zesde in de ploegenachtervolging, veertiende in het omnium en op de koppelkoers werd ze achtste samen met Letizia Paternoster.

### Op de weg

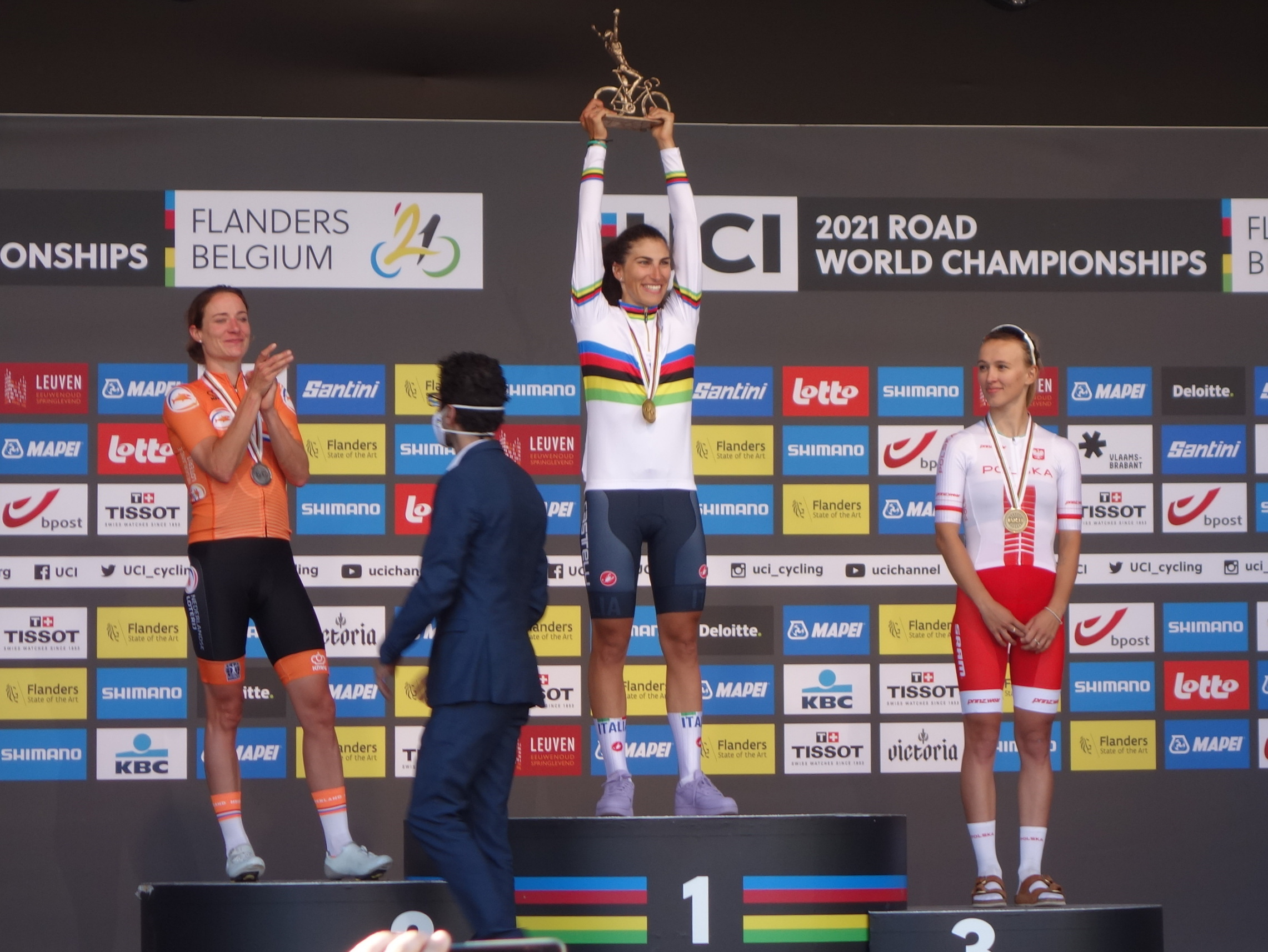
Elisa Balsamo won in 2021 het WK op de weg in Leuven voor Vos en Niewiadoma

In 2016 won Balsamo als juniore goud op het Italiaans kampioenschap op de weg, zilver op het Europees kampioenschap en goud op het wereldkampioenschap in Doha, Qatar. In 2017 ging ze rijden voor de Italiaanse opleidingsploeg Valcar PBM. In dat jaar werd ze tweede in de GP Beghelli. In 2018 won ze de Omloop van Borsele. In 2019 won ze de Trofee Maarten Wynants, Dwars door de Westhoek en een etappe in de Ronde van Californië: haar eerste overwinning op World-Tourniveau. In augustus 2020 versloeg ze Lonneke Uneken en Emma Norsgaard in de sprint om de Europese titel bij de beloften in het Franse Plouay. In november won ze de slotrit van de Madrid Challenge by La Vuelta; enkele dagen later was ze succesvol op het EK op de baan in Plovdiv.
In maart 2021 won ze de GP Oetingen, maar haar definitieve doorbraak maakte Balsamo op 25 september 2021: ze werd wereldkampioene op de weg in het Vlaamse Leuven door Marianne Vos te verslaan in de sprint. Twee weken later boekte ze haar eerste succes in de regenboogtrui; ze won de slotrit van de AJ Bell Women's Tour.
Vanaf 2022 rijdt ze voor Trek-Segafredo.
Elisa Balsamo maakt deel uit van de sportselectie "Fiamme Oro" van de Italiaanse politie.
Balsamo dient niet verward te worden met de tennisster Elisa Balsamo.

## Palmares

### Op de weg
2016
 Wereldkampioene op de weg (junioren), Doha
 Italiaans kampioene op de weg (junioren)
 Europees kampioenschap op de weg (junioren)
2018
Omloop van Borsele
2019
 Italiaans kampioenschap op de weg
3e etappe Ronde van Californië
Trofee Maarten Wynants
Dwars door de Westhoek
2e etappe Giro delle Marche
2020
 Europees kampioene op de weg (beloften), Plouay
3e etappe Madrid Challenge by La Vuelta
2021
 Wereldkampioene op de weg (elite), Leuven
GP Oetingen
6e etappe AJ Bell Women's Tour
2022
1e etappe Wielerweek van Valencia
Trofeo Alfredo Binda
Classic Brugge-De Panne
Gent-Wevelgem
3e etappe Ronde van Zwitserland
 Italiaans kampioen op de weg, elite
1e en 4e etappe Ronde van Italië voor vrouwen
 Europees kampioenschap op de weg
5e etappe Ceratizit Challenge
2023
1e en 2e etappe Wielerweek van Valencia
2e etappe Simac Ladies Tour
2024
1e en 4e etappe Wielerweek van Valencia
Trofeo Alfredo Binda-Comune di Cittiglio
Classic Brugge-De Panne
1e etappe Ronde van Romandië
Puntenklassement Ronde van Romandië
 Europees kampioenschap op de weg
2025
3e en 4e etappe Wielerweek van Valencia
Puntenklassement Wielerweek van Valencia
Trofeo Alfredo Binda-Comune di Cittiglio
Scheldeprijs
3e etappe Ronde van Zwitserland

#### Resultaten in voornaamste wedstrijden
| Jaar | Ronde van Italië | Ronde van Frankrijk | Ronde van Spanje |
| ---- | ---------------- | ------------------- | ---------------- |
| 2017 |                  |                     |                  |
| 2018 |                  |                     | 30e              |
| 2019 |                  |                     | opgave           |
| 2020 |                  |                     | 11e (1)          |
| 2021 |                  |                     | 28e              |
| 2022 | 49e (2)          | 37e                 | 30e (1)          |
| 2023 |                  | opgave              |                  |
| 2024 |                  |                     |                  |
| 2025 |                  | opgave              |                  |

| Jaar | Milaan-San Remo | Gent-Wevelgem | Ronde van Vlaanderen | Parijs-Roubaix | Amstel Gold Race | Luik-Bast.‑Luik | Trofeo Alfredo Binda | Omloop Het Nieuwsblad | Ronde van Drenthe |  | WK op de weg |
| ---- | --------------- | ------------- | -------------------- | -------------- | ---------------- | --------------- | -------------------- | --------------------- | ----------------- |  | ------------ |
| 2017 |                 |               |                      |                |                  |                 | 35e                  |                       |                   |  | opgave       |
| 2018 |                 | 54e           | 74e                  |                |                  | opgave          | 11e                  |                       | 25e               |  |              |
| 2019 |                 | 9e            | opgave               |                | 10e              | 83e             | 42e                  |                       | opgave            |  | 47e          |
| 2020 |                 | opgave        |                      |                |                  | 38e             |                      |                       |                   |  |              |
| 2021 |                 | 4e            | 15e                  | 57e            | 49e              |                 | 7e                   | 19e                   |                   |  | ↑            |
| 2022 |                 | ↑             | 26e                  |                | 8e               |                 | ↑                    | 4e                    | ↑                 |  | 49e          |
| 2023 |                 | ↑             | 38e                  | 58e            | 76e              |                 | ↑                    | 61e                   | 4e                |  | 29e          |
| 2024 |                 | ↑             | 47e                  | ↑              |                  |                 | ↑                    | 10e                   | ↑                 |  | opgave       |
| 2025 | 7e              | ↑             |                      | 9e             | 63e              |                 | ↑                    |                       |                   |  |              |

#### Resultaten in overige rondes
| Jaar | Wielerweek van Valencia | Ronde van Burgos | Ronde van Californië | Festival Elsy Jacobs | RideLondon Classique | The Women's Tour | Ronde van Zwitserland | Ronde van Scandinavië | Simac Ladies Tour |
| ---- | ----------------------- | ---------------- | -------------------- | -------------------- | -------------------- | ---------------- | --------------------- | --------------------- | ----------------- |
| 2017 | 43e                     |                  |                      |                      |                      |                  |                       | 30e                   |                   |
| 2018 |                         |                  |                      | 6e                   |                      |                  |                       |                       |                   |
| 2019 |                         |                  | 39e (1)              |                      |                      |                  |                       |                       | 18e               |
| 2020 |                         |                  |                      |                      |                      |                  |                       |                       |                   |
| 2021 |                         |                  |                      | 27e                  |                      | 17e (1)          |                       |                       | 14e               |
| 2022 | 66e (1)                 |                  |                      |                      | ↑                    |                  | 28e (1)               |                       |                   |
| 2023 | 63e (2)                 | 40e              |                      |                      |                      |                  |                       | 49e                   | 14e (1)           |
| 2024 | 61e (2)                 |                  |                      |                      |                      |                  |                       |                       |                   |
| 2025 | 4e (2)                  |                  |                      |                      |                      |                  | (1)                   |                       |                   |

### Op de baan
| Jaar    | IK                               | EK                                                                  | WK                                    | Overige                                                                               |
| ------- | -------------------------------- | ------------------------------------------------------------------- | ------------------------------------- | ------------------------------------------------------------------------------------- |
| Junior  |                                  |                                                                     |                                       |                                                                                       |
| 2015    | Ploegenachtervolging             | Ploegenachtervolging                                                | Scratch                               |                                                                                       |
| 2016    | Puntenkoers                      | Omnium · Ploegenachtervolging                                       | Omnium · Ploegenachtervolging         |                                                                                       |
| Belofte |                                  |                                                                     |                                       |                                                                                       |
| 2017    |                                  | Omnium · Ploegenachtervolging · Koppelkoers (met Rachele Barbieri)  |                                       |                                                                                       |
| Elite   |                                  |                                                                     |                                       |                                                                                       |
| 2016    |                                  | Ploegenachtervolging                                                |                                       |                                                                                       |
| 2017    |                                  | Ploegenachtervolging · Omnium                                       |                                       |                                                                                       |
| 2018    | Koppelkoers · (met Confalonieri) |                                                                     | Ploegenachtervolging                  |                                                                                       |
| 2019    |                                  | Ploegenachtervolging                                                |                                       | Europese Spelen: · Ploegenachtervolging, · Omnium                                     |
| 2020    |                                  | Omnium · Koppelkoers (met Vittoria Guazzini) · Ploegenachtervolging | Koppelkoers (met Letizia Paternoster) |                                                                                       |
| 2021    | Omnium                           |                                                                     |                                       | OS Tokio: 6e Ploegenachtervolging 8e Koppelkoers (met Letizia Paternoster) 14e Omnium |
| 2022    |                                  |                                                                     | Ploegenachtervolging                  |                                                                                       |
| 2023    |                                  | Ploegenachtervolging, · Koppelkoers                                 |                                       |                                                                                       |
| 2024    |                                  | Ploegenachtervolging, · Koppelkoers                                 |                                       |                                                                                       |

## Ploegen
- 2017 –  Valcar PBM
- 2018 –  Valcar PBM
- 2019 –  Valcar-Cylance
- 2020 –  Valcar-Travel & Service
- 2021 –  Valcar-Travel & Service
- 2022 –  Trek-Segafredo
- 2023 –  Lidl-Trek
- 2024 –  Lidl-Trek
- 2025 –  Lidl-Trek

Bäckstedt · Balsamo · Brand · Cordon-Ragot · Deignan · Dideriksen · Hanson · Hosking · Longo Borghini · Paternoster · Thomas · van Anrooij · van Dijk · Wiles
Bäckstedt · Balsamo · Brand · Chapman · Deignan · Hanson · Klein · Knibb (vanaf 1/6) · Longo Borghini · Realini · Sanguineti · Spratt · van Anrooij · van Dijk (zwangerschapsverlof) · Wiles (tot 14/7)
van Anrooij · Bäckstedt · Balsamo · Brand · Chapman · Copponi · Deignan · van Dijk · Hanson · A. Holmgren · I. Holmgren · Klein · Longo Borghini · Moors · Realini · Sanguineti · Sharp · Spratt · Wilson-Haffenden
van Anrooij · Balsamo · Bjerg · Brand · Copponi · Deignan · van Dijk · Fisher-Black · Hanson · Henderson · A. Holmgren · I. Holmgren · Markus · Moors · Realini · Sanguineti · Sharp · Spratt · Wilson-Haffenden